# Достик (Жанасемейський район)
Дости́к (каз. Достық) — село у складі Жанасемейського району Абайської області Казахстану. Входить до складу Достицького сільського округу.
Населення — 261 особа (2021; 413 у 2009, 528 у 1999, 1006 у 1989).
Національний склад станом на 1989 рік:
- казахи — 46 %
- росіяни — 37 %

У радянські часи село називалось також Юбілейний.